# Unione Civica Radicale

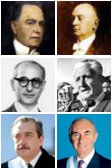
Sei presidenti radicali: Yrigoyen, Alvear, Frondizi, Illia, Alfonsín, de la Rúa.

L'Unione Civica Radicale (in spagnolo Unión Cívica Radical, UCR) è un partito politico argentino fondato il 26 giugno 1891 da Leandro N. Alem.
L'UCR è un partito di centro/centro-sinistra, che si ispira alle politiche del radicalismo e del liberalismo.
È lo storico rivale del Partito Giustizialista sin dalla fondazione di quest'ultimo, nonostante questo si sia spostato a sinistra dopo la vittoria di Néstor Kirchner.
L'UCR è il più antico partito argentino. È stata, infatti, fondata nel 1891 ed è stata al governo del paese in totale per 27 anni. È opportuno precisare che l'attuale UCR è frutto di numerose e svariate scissioni subite dall'originaria UCR, che hanno dato vita ad altri partiti politici quali il Partito Intransigente, il Movimento dell'Integrazione e dello Sviluppo e l'Unione Civica Radicale Antipersonalista.

## Storia

### Le origini
L'UCR nasce da una frattura all'interno dell'Unione Civica, nata dall'incontro degli oppositori all'autoritario presidente Miguel Juárez Celman, del Partito Autonomista Nazionale. Nel 1890 alcuni esponenti dell'UC, guidati da Leandro N. Alem e Bartolomé Mitre, diedero vita alla cosiddetta Revolución del Parque o Revolución del 90, che provocò la caduta del presidente Celman, sostituito dal vicepresidente Carlos Pellegrini.
Nel 1891 l'UC si accordò per presentare un ticket, formato da Bartolomé Mitre e Bernardo de Irigoyen, per le elezioni presidenziali. Mitre, però, si accordò con Julio Argentino Roca, leader del Partito Autonomista Nazionale per dar vita ad un governo istituzionale. Leandro N. Alem si oppose all'accordo Mitre-Roca e dà vita all'Unione Civica Radicale. I sostenitori di Mitre, invece, fonderanno l'Unione Civica Nazionale, che si scioglierà nel 1916 e vedrà molti suoi membri aderire all'UCR.

### Dalla fondazione al 1943
Nel 1892 il presidente dell'Argentina, Carlos Pellegrini, denunciò un progetto dell'UCR di assassinare i principali leader del PAN e fece arrestare molti esponenti radicali. Alle elezioni presidenziali dello stesso anno vinse senza problemi il candidato del PAN, Luis Sáenz Peña.
Nel frattempo, nell'UCR si andava formando una minoranza interna, guidata da Hipólito Yrigoyen e presente soprattutto nella provincia di Buenos Aires. Nel 1893 Alem e Yrigoyen, guidarono due distinte rivolte contro il presidente Pellegrini, che furono soffocate dal governo. Alem sopraffatto dal senso della disfatta si suicidò nel 1896. Egli scrisse: "I radicali conservatori se ne andranno con Don Bernardo de Irigoyen; altri radicali saranno socialisti o anarchici; la canaglia di Buenos Aires, diretta dal perfido traditore di mio nipote Hipólito Yrigoyen, se ne andrà con Roque Sáenz Peña e i radicali intransigenti noi andremo alla stessa merda". 
Dopo la morte di Alem, Bernardo de Irigoyen, portavoce dell'ala conservatrice cercò di riallacciare i rapporti l'Unione Civica Nazionale; Lisandro de la Torre abbandonò il partito per fondare la Lega del Sud, dal quale nascerà il Partito Democratico Progressista. Hipólito Yrigoyen decise, nel 1897, di sciogliere l'unica struttura organizzata che aveva il partito: il Comitato della Provincia di Buenos Aires. Ciò spinse ciò che rimaneva del partito a candidare, alla guida della Provincia di Buenos Aires, de Irigoyen che risultò eletto, sancendo il prevalere dell'ala conservatrice del partito, la meno organizzata territorialmente.
Nel 1903, Yrigoyen decise di riorganizzare le file del partito e creò la base per una nuova sollevazione popolare, che diede vita alla "Rivoluzione del 1905". Come le precedenti questa rivoluzione venne repressa dal governo guidato da esponenti del Partito Autonomista Nazionale. Nel PAN, però, si diffuse sempre di più la componente "modernista", guidata da Carlos Pellegrini e Roque Sáenz Peña, convinta della necessità di aprirsi alle istanze di radicali, democratici e socialisti. Nel 1910, Sáenz Peña e Yrigoyen si accordarono sulla necessità di cambiare il sistema elettorale, rendendo il voto segreto ed universale. Fin a quel momento, infatti, in Argentina si era praticato il "voto cantado": l'elettore entrato nel seggio pronunciava ad alta voce il proprio voto o mostrava come votava sulla scheda. Nel 1912 venne approvata la "Legge Sáenz Peña", che prevedeva il voto segreto, libero ed il suffragio universale maschile.
Alle elezioni amministrative tra il 1912 ed il 1916, l'UCR prevalse quasi ovunque. I radicali vinsero anche le elezioni presidenziali del 1916. La vittoria di Yrigoyen segnò così l'inizio del declino del Partito Autonomista Nazionale, dall'altro aprì un periodo di 14 anni di governo radicale. Nel 1922 infatti i radicali s'imposero con un distacco ancora maggiore sugli avversari grazie alla candidatura di Marcelo T. de Alvear, esponente di una delle più illustri famiglie di Buenos Aires e ambasciatore argentino in Francia. Dopo la presidenza di Alvear fu rieletto per un secondo mandato Yrigoyen. I 14 anni di governo non furono, però facili per l'UCR. Ben presto, il partito si divise tra "azzurri", di tendenza più conservatrice, ed i "radicali" propriamente detti, di tendenza più popolare. A questa divisione, ben presto, si sovrappose, a partire dal 1924, quella tra yrigoyenisti ed antipersonalisti. Gli antipersonalisti erano soprattutto gli eredi del pensiero di Alem, i radicali intransigenti, contrari a qualsiasi forma di leaderismo politico. La divisione dopo poco sfociò nella nascita, ad opera di Roberto M. Ortiz, dell'Unione Civica Radicale Antipersonalista. Le dimensioni della vittoria del 1916 fecero del partito, fra il 1916 e il 1930, uno degli esempi più citati di partito pigliatutto.
Nel 1930 il "periodo radicale" venne bruscamente interrotto da un golpe militare, al quale presero parte molti esponenti antiperonalisti. Nel 1931 venuta meno la giunta militare, l'UCRA, con il consenso dei militari, diede vita insieme al Partito Democratico Nazionale, conservatori, ed al Partito Socialista Indipendente, moderati, alla "Convergenza", un'alleanza che guidò il paese fino al 1943. Dal 1935, nell'UCR Amadeo Sabattini, governatore di Córdoba, divenne il punto di riferimento dei radicali intransigenti, tra i quali Moisés Lebensohn si fece portatore, insieme al gruppo giovanile FORJA (Fuerza de Orientación Radical de la Joven Argentina), del superamento del progetto di astensionismo elettorale proposta da Yrigoyen dopo il golpe del 1930.

### L'antiperonismo e l'Unione Democratica

Logo storico del partito

Nel 1943 un golpe militare fece cadere il governo del presidente Ramón Castillo. All'inizio quasi tutte le formazioni politiche sostennero la giunta militare. Nel giro di un anno, però, l'UCR, il Partito Socialista, il Partito Comunista d'Argentina, il Partito Democratico Progressista, il Partito Democratico Nazionale, l'Unione del Centro Indipendente ed il Partito Popolare Cattolico, insieme al mondo studentesco ed universitario organizzarono manifestazioni in tutto il paese contro il Ministro della Guerra e Segretario del Lavoro, Juan Domingo Perón, accusandolo di metodi fascisti.
I vari partiti antiperonisti diedero vita all'Unione Democratica, che di fatto raccoglieva le più variegate componenti culturali: radicali, socialisti, comunisti, democristiani, moderati. Per volere dell'UCR dall'Unione fu escluso il Partito Democratico Nazionale, al quale i radicali non perdonavano la partecipazione ai governi della "decade infame" (1931-1943), durante i quali il governo fu accusato di numerosi brogli elettorali.
In questo periodo, però, l'UCR era divisa in varie correnti:
- gli "unionisti", di matrice liberale, favorevoli all'accordo con le altre formazioni politiche e chiaramente antiperonisti;
- "Línea Córdoba" guidata da Sabbatini, perciò detti sabbatinisti, socialdemocratici, che assunsero una posizione attendista nei confronti del peronismo;
- gli intransigenti, che si ispiravano ad Alem e ad Yrigoyen, si opponevano a Perón circa le questioni democratiche, ma sostenevano i suoi governi sulle questioni sociali, e diedero vita alla corrente "Movimento Intransigenza e Rinnovamento".

Sia gli intransigenti, che la Linea Córdoba si opposero al progetto dell'Unione Democratica.
Nel frattempo altri radicali abbandonarono il partito per aderire al peronismo ed alcuni di questi fondarono l'Unione Civica Radicale Giunta Rinnovatrice, mentre la FORJA perse tutti i suoi membri, molti dei quali passarono al peronismo.
Alle presidenziali del 1945, il ticket Tamborini-Mosca venne battuto da Perón. Sorte analoga toccò ai candidati radicali alla presidenza nel 1951, Balbín-Frondizi. Del resto l'UCR era apparsa nuovamente divisa tra unionisti ed intransigenti circa l'atteggiamento da assumere sulla riforma costituzionale varata dal Perón nel 1949. Questa volta prevalse la tesi degli intransigenti, contrari ad una totale frattura istituzionale. Tra il 1950 ed il 1955, però, numerosi deputati radicali furono privati del seggio parlamentare ed incarcerati. Molti militanti radicali presero parte ai "commando", che lottavano contro il presidente Perón.
Nel 1955 l'aeronautica militare bombardò Plaza de Mayo. Perón invocò l'unità tra le varie forza politiche, ma Frondizi, eletto l'anno precedente alla guida dell'UCR, chiese, in un discorso tenuto alla radio, il pieno rispetto delle libertà politiche. Nel settembre 1955, le forze armate fecero cadere il governo Perón, dando vita alla cosiddetta "Revolución Libertadora".

### Di nuovo al governo e le divisioni tra radicali
I radicali nel 1956 si divisero in due componenti:
- i moderati: gli unionisti (liberal-conservatori), i sabbatinisti (socialdemocratici) e gli intransigenti moderati seguaci di Balbín;
- gli intransigenti guidati da Frondizi.

I primi diedero vita all'Unione Civica Radicale del Popolo (UCRP), più vicina alla "Revolución Libertadora", i secondi fondarono l'Unione Civica Radicale Intransigente (UCRI).
Alle politiche per la Costituente del 1957 l'UCRP ottenne 2.117.160 (23,2 %) voti, contro il 1.821.459 (20%) dell'UCRI. Vi furono, però, ben 2.119.147 (23,3%), espressione del dissenso degli elettori peronisti, che non poterono sostenere alcun partito dichiaratamente peronista. L'UCRI, dato l'amplissimo numero di schede bianche, considerò il voto non valido. L'UCRP invece decise di riapprovare la Costituzione del 1853, riconoscendo in più il solo diritto di sciopero. Vennero meno, pertanto, alcuni principi riconosciuti dalla Costituzione peronista, come l'uguaglianza tra uomo e donna, l'autonomia universitaria, la funzione sociale della proprietà, la gestione statale dei servizi pubblici. Il tutto fu dovuto al rifiuto dei sabbatinisti e di buona parte degli unionisti di proseguire l'approvazione degli articoli relativi ai diritti sociali.
Alle presidenziali del 1958 i due candidati principali furono Frondizi per l'UCRI e Balbìn per l'UCRP. Frondizi, fece un accordo segreto con Perón, che fece convergere i voti dei militanti peronisti su di lui. Frondizi ottenne, così, 4.049.230 voti contro i 2.416.408 di Balbín.
L'azione di Frondizi si incentrò sullo sviluppo industriale, favorendo anche l'ingresso del capitale straniero, e sulla riforma universitaria, favorendo la nascita di Università private. Le sue politiche economiche ed educative provocarono forti opposizione da parte dei sindacati e dei movimenti studenteschi. Di questa opposizione cercarono di avvantaggiarsi i militari, che organizzarono vari tentativi di colpo di Stato. L'ultimo riuscì nel 1962 e fu causato dal rifiuto di Frondizi di annullare le elezioni della Provincia di Buenos Aires, dove avevano prevalso i peronisti, dopo che Frondizi aveva ritirato il divieto per gli stessi di partecipare alle elezioni.
Frondizi, venne incarcerato, ma diede indicazione ai propri sostenitori di contribuire alla nascita del Fronte Nazionale e Popolare tra UCRI e peronisti. La maggioranza dell'UCRI, però, non condivise il progetto e candidò alle presidenziali del 1963 Oscar Alende. Frondizi, pertanto, abbandonò l'UCRI e diede vita al Movimiento de Integración y Desarrollo (MID), che mantiene tutt'oggi la propria autonomia politica.
Alle presidenziali del 1963, esclusi nuovamente i peronisti, prevalse il candidato dell'UCRP, Illia, conto quello dell'UCRI, Alende. Anche questa volta le schede bianche raggiunsero i 2 milioni. La politica economica del governo Illia fu molto condizionata dalle indicazioni della Commissione Economica per l'America Latina ed il Caribe. Illia, inoltre, annullò i contratti petroliferi firmati da Frondizi con le imprese straniere. Il governo Illia fu caratterizzato dalle divisioni interne all'UCRP, tra unionisti e balbinisti. Nel giugno 1966 il generale Juan Carlos Onganía, approfittando di un diffuso malcontento popolare, organizzò un colpo di Stato, che diede vita alla "Rivoluzione Argentina", dittatura militare, che durò fino al 1973.

### La Rivoluzione Argentina
La Rivoluzione Argentina durò in Argentina dal 1966 al 1973. Dal 1966 al 1970 il paese fu guidato dal generale Juan Carlos Onganía, che proibì la vita politica e di fatto sciolse i vari partiti politici. In questi anni nacquero vari movimenti di lotta alla dittatura tra cui la Junta Coordinadora, formata da radicali di sinistra. All'azione della Junta si unì quella della Franja Morada, che poi sarebbe divenuta il ramo universitario dell'UCR. Sia la Junta, che la Franja, diedero vita a manifestazioni e proteste, anche violente, contro la dittatura. Nel maggio del 1970, l'URCP organizzò una manifestazione pubblica, nella quale prese la parola Balbín, violando l'embargo politico imposta dalla giunta militare. Il mese successivo, la Junta de Comandantes, la guida della giunta militare, sostituì il generale Onganía, per dar vita ad una fase di transizione verso le elezioni.
Onganía venne sostituito dal generale Roberto Marcelo Levingston, sponsorizzato dall'UCRI. Nel novembre del 1970 nacque La Hora del Pueblo, un coordinamento di svariate formazioni politiche che invocavano al più presto elezioni libere e democratiche. Facevano parte dell'Hora: UCRP; Partito Giustizialista (peronisti); il Partito Socialista Argentino, scissione anti-imperialista del Partito Socialista; il Partito Conservatore Popolare, uno degli eredi del Partito Democratico Nazionale; l'Unione Civica Radicale Blocchista, radicali antipersonalisti e progressisti della Provincia di San Juan.
Nel 1971 prese la guida della giunta militare il generale Alejandro Agustín Lanusse, con il quale Balbín (UCRP) mantenne un continuo colloquio, ottenendo che Arturo Mor Roig, radicale balbinista venisse nominato Ministro degli Interni con il compito di preparare le elezioni. Mor Roig ideò il Gran Acuerdo Nacional (GAN), con lo scopo di polarizzare la politica argentina tra peronisti e radicali, al fine di far vincere i secondi. La giunta militare, pertanto, riconobbe all'UCRP il nome di Unione Civica Radicale ed impose all'UCRI di cambiare nome. L'UCRI, così, divenne il Partito Intransigente. Nel frattempo, tra il 1971 ed il 1972, Junta Coordinadora e Franja Morada sostennero la nascita all'interno dell'UCR di una corrente di stampo socialdemocratico-progressista, alternativa a quella balbinista-unionista, che aveva dato vita a Línea Nacional, radical-conservatori.
Dopo 90 anni dalla nascita dell'UCR i radicali si trovarono così divisi:
- l'UCR, erede della componente radicale più moderata l'Unione Civica Radicale del Popolo;
- il Partito Intransigente, erede dell'UCRI la componente più attenta alle tematiche sociali;
- il Movimento dell'Integrazione e dello Sviluppo (il MID di Frondizi);
- l'Unione Civica Radicale Blocchista, radicali antipersonalisti della provincia di San Juan.

### Il ritorno delle elezioni e di Perón
Alle elezioni del 1973 si presentarono tre formazioni principali: il Partito Giustizialista (PJ), l'Unione Civica Radicale (UCR, la precedente UCRP) e l'Alleanza Popolare Rivoluzionaria (APR), coalizione di centrosinistra, composta da Partito Intransigente (in precedenza UCRI), Partito Comunista, Cristiani Rivoluzionari, Unione del Popolo Argentino. Il PJ ottenne il 49,5%, l'UCR il 21,9% e l'ARP il 7,4%. Venne eletto presidente Héctor Cámpora, che dopo pochi mesi si ritirò. Alle elezioni presidenziali del settembre 1973, Juan Perón ottenne il 62% dei voti, contro il 21% di Balbín dell'UCR.
Balbín e Línea Nacional decisero di dar vita ad una politica di unità nazionale con Perón. Alfonsín, invece, diede vita al Movimento di Rinnovamento e Cambio, contrario a qualsiasi accordo con Perón e portatore di una politica socialdemocratica. All'interno dell'UCR prevalse nettamente la posizione di Balbín, 42.000 voti contro i 27.000 di MRC.
Perón morì nel 1974 e venne sostituito dalla vicepresidente Isabel Martínez de Perón, detta Isabelita, sua moglie. Le differenze tra balbinisti ed alfonsinisti si fecero sempre più marcate. La situazione politica del paese andò sempre peggiorando sotto la presidenza di Isabelita. Tra il 1974 ed il 1976 vi furono ben 490 omicidi politici. Nel marzo del 1976, le forze armate presero il potere e diedero vita al Processo di Riorganizzazione Nazionale, una dittatura militare che durò fino al 1983.

### La dittatura militare
Durante la dittatura militare l'UCR mantenne la divisione tra balbinisti ed alfonsinisti. I primi dimostrarono una certa attenzione nei confronti della giunta militare, nel tentativo di preservare i militanti radicali dalle violenze dei militari. I secondi, invece, si impegnarono appieno per la difesa dei diritti civili e politici. Nel 1981 Balbín propose ed ottenne la nascita di un'alleanza tra partiti per ottenere elezioni democratiche: la Multipartidaria. ne facevano parte l'UCR, il Partito Giustizialista (PJ), il Partito Democratico Cristiano d'Argentina ed il Movimento dell'Integrazione e dello Sviluppo (MID). Nello stesso 1981 morì Balbín e venne sostituito alla guida dell'UCR dal balbinista Carlos Contín. Contín e Alfonsín si divisero sulla guerra delle Falkland. I balbinisti, come buona parte dei leader politici della Multipartidaria, sostennero che la guerra giustificasse un rallentamento nel ritorno alla democrazia. Alfonsín, invece, si impegnò affinché l'evento bellico contribuisse alla caduta del regime. Infatti, la sconfitta argentina accelerò la caduta del regime militare ed Alfonsín, con tesi moderatamente socialdemocratiche, riuscì a far prevalere la sua componente all'interno dell'UCR, ottenendo la candidatura alla Presidenza dell'Argentina, insieme al candidato vicepresidente Victor H. Martínez, sabbatinista cattolico-moderato.
Alle elezioni presidenziali dell'ottobre 1983, Raúl Ricardo Alfonsín vinse, con il 51,7%, contro Ítalo Luder, giustizialista. L'UDR vinse anche in 7 province su 23.

### Dal ritorno alla democrazia (1983) al 2001
La presidenza di Alfonsín fu caratterizzata dalla difficoltà di ricondurre i militari sotto il controllo governativo, vista anche la volontà del presidente di processare coloro che si erano macchiati dei maggiori crimini durante la dittatura militare. La situazione economica nei primi anni di presidenza andò migliorando, anche grazie agli accordi ed ai trattati che Alfonsín siglò con i paesi confinanti. Nel 1985, Alfonsín varò il Plan Austral, un piano economico, che riuscì a mantenere bassa l'inflazione per alcuni anni, ma non risolse i problemi strutturali del paese. Dal febbraio 1989 in Argentina, infatti, vi fu un fenomeno di iperinflazione, superiore al 3000% all'anno.
Nonostante l'accordo con i sindacati, che portò all'approvazione della nuova Legge Sindacale, Alfonsin fu costretto a convocare elezioni anticipate alle nel maggio 1989 . Il candidato del UCR Alberonoz venne battuto dal giustizialista, Carlos Menem. Per la prima volta dal 1916 si alternavano due presidenti di diversa appartenenza politica.
Alle elezioni politiche del 1991, l'UCR ottenne il 29% dei voti. Il risultato fu considerato insoddisfacente ed Alfonsín fu sostituito alla guida del partito da Mario Losada, uomo di sua fiducia. Nel 1993 Alfonsín ritornò alla guida dell'UCR. Nello stesso anno Alfonsín si accordò con Menem per dar vita ad una riforma costituzionale, il Patto di Olivos (dal luogo dove fu firmato, residenza del presidente nazionale).  Il Patto non venne, però, condiviso dalla parte dell'UCR guidata dal senatore Fernando de la Rúa. Le divisioni interne ai radicali portarono l'UCR ad ottenere appena il 19,9% alle elezioni per l'Assemblea costituente.
Alle elezioni presidenziali del 1995 l'UCR si posizionò al terzo posto con il 17,1% dei voti, venendo superato dal FREPASO, il Fronte Paese Solidale composto da: Politica Aperta per l'Integrità Sociale (PAIS); Unità Socialista (Partito Socialista Popolare e Partito Socialista Democratico); Partito Democratico Cristiano d'Argentina; Fronte Grande (Partito Intransigente, socialdemocratici, democristiani, ex-radicali contrari al processo di riforma costituzionale).
Nel 1996, l'UCR entrò a far parte dell'Internazionale Socialista e Fernando de la Rúa venne eletto Capo di Governo della Città di Buenos Aires. Nel 1997 venne creata "L'Alianza", una coalizione di centro-sinistra tra l'UCR ed il FREPASO. Nelle elezioni politiche dello stesso anno L'Alianza ottenne un ottimo risultato. Alle presidenziali del 1999 si ripeté l'accordo e Fernando de la Rúa venne eletto presidente con il 49% dei voti.
La presidenza di De la Rúa fu caratterizzata dalla frattura tra i moderati vicino al presidente e le componenti più progressiste legate ad Alfonsín ed al FREPASO. Nel giro di pochi anni tutti i "progressisti" vennero sostituiti nel governo. Nel 2001, il presidente nominò ministro dell'Economia il liberista Domingo Cavallo, già ministro dell'Economia durante la presidenza di Menem. Nell'ottobre del 2001 si svolsero le elezioni politiche dove vi fu un uso massiccio dei voti bianchi. In molte province, come il quella di Buenos Aires, prevalsero i candidati del PJ. In dicembre il governo approvò il cosiddetto "corralito", un sistema che impediva ai cittadini di attingere ai fondi depositati in banca, obbligando a realizzare i pagamenti attraverso i versamenti bancari. Nel dicembre De la Rúa a causa delle proteste di piazza fu costretto a dimettersi. Nel 2001, inoltre, l'UCR subì la scissione, ad opera di Elisa Carrió, dell'Alternativa per una Repubblica Egualitaria.

### Il kirchnerismo (2003-2015)
Alle legislative del 2002 l'UCR sembrò aver mantenuto le proprie posizioni. Ottenne, infatti, il 25% alla Camera ed il 29% al Senato. Alle presidenziali del 2003, però, l'UCR candidò Leopoldo Moreau e Mario Losada, che ottennero appena il 2,3% dei voti. il dato così catasctrofico per l'UCR fu dovuto anche alla fuoriuscita di alcuni radicali come Ricardo López Murphy (Recrear), che ottenne il 16,3%, e Elisa Carrió (Alternativa per una Repubblica Egualitaria, ARI), che conseguì il 14%.
Nelle provinciali del 2003, grazie all'accordo con vari movimenti civici l'UCR riuscì ad affermare propri candidati in varie province. Alle politiche del 2005 l'UCR ottenne appena il 13% alla Camera ed il 18% al Senato. Nel 2003 viene eletto presidente dell'Argentina Néstor Kirchner, giustizialista di sinistra. Ciò accentua le divisioni interne all'UCR. L'UCR, infatti, dopo la presidenzia De la Rua ha dimostrato una scarsa presenza a livello nazionale e buoni risultati a livello amministrativo e provinciale. Non solo, all'interno del partito è nata la componente dei Radicali G (da governare, per il governo) o Radicali K (da Kirchner), vicina alle posizioni del presidente Kirchner. Nell'agosto 2006, ha stabilito, sotto consiglio di Raul Alfonsìn, di sostenere per le presidenziali del 2007 l'ex ministro dell'Economia Roberto Lavagna, che arriverà al terzo posto con il 23,05%.
Nel 2009 l'UCR ha formato con la Coalizione Civica e con il Partito Socialista un'alleanza chiamata Accordo Civico e Sociale, che si è però sciolto in seguito al deludente risultato delle elezioni legislative del 2009. Alle elezioni generali del 2011 l'UCR ha candidato alla presidenza Ricardo Alfonsin (figlio dell'ex presidente Raul Alfonsin), che ottiene l'11,4% dei voti.

### L'alleanza con Macri ed il ritorno al governo
Nel 2015 l'UCR ha formato con Proposta Repubblicana, Coalizione Civica ARI e altri partiti minori l'alleanza Cambiemos, che ha candidato alla presidenza l'imprenditore Mauricio Macri. Nelle elezioni generali del medesimo anno Macri ha sconfitto il candidato del Fronte per la Vittoria Daniel Scioli, ponendo fine all'esperienza di governo kirchnerista e diventando il primo presidente argentino a non essere né peronista né radicale. L'UCR è successivamente entrata a far parte del governo Macri, in cui i radicali detengono il Ministero della Difesa ed il Ministero del Tesoro.
Alle elezioni legislative del 2017 l'Unione Civica Radicale ha eletto 41 deputati e 12 senatori, guadagnando 5 deputati e 4 senatori ed aumentando la sua importanza all'interno della maggioranza di governo.
Nel 2023 alle elezioni parlamentari fu confermata l'alleanza tra i radicali e il PRO.  Alleanza che si ruppe al secondo turno delle presidenziali quando la maggioranza del PRO, guidata dall'ex presidente Macri appoggiò il candidato libertario Milei contro il peronista Massa, mentre l'UCR, con la minoranza del PRO, scelse una posizione neutrale.

## Ideologia
L'UCR per definire la propria idea di radicalismo si rifà al Dizionario di Politica di Norberto Bobbio: "Il termine Radicalismo è stato usato in America Latina nelle diverse accezioni prima indicate, dalla fine del XX secolo acquistò una connotazione più precisa e riferita quasi esclusivamente a quelle formazioni politiche di centro-sinistra che tenevano la loro base sociale e clientela elettorale nelle classi medie urbane e in parte in quelle rurali, negli intellettuali borghesi e nella burocrazia statale in espansione. (...) La sua crescita e la sua organicità politica evidenziò il processo di decomposizione del blocco oligarchico che orientò la costruzione delle formazioni statali emergenti dalla rottura dell'ordine coloniale e lo spostamento delle correnti più democratiche e liberali della società verso la formazione di un nuovo blocco sociale e politico basato sul coinvolgimento delle masse popolari nella vita politica nazionale. (...) fortemente debitore dell'esperienza delle rivoluzioni messicana e russa e del movimento della riforma universitaria, fu il partito radicale argentino, l'espressione più significativa e originale di questo tipo di corrente".

## Direzione

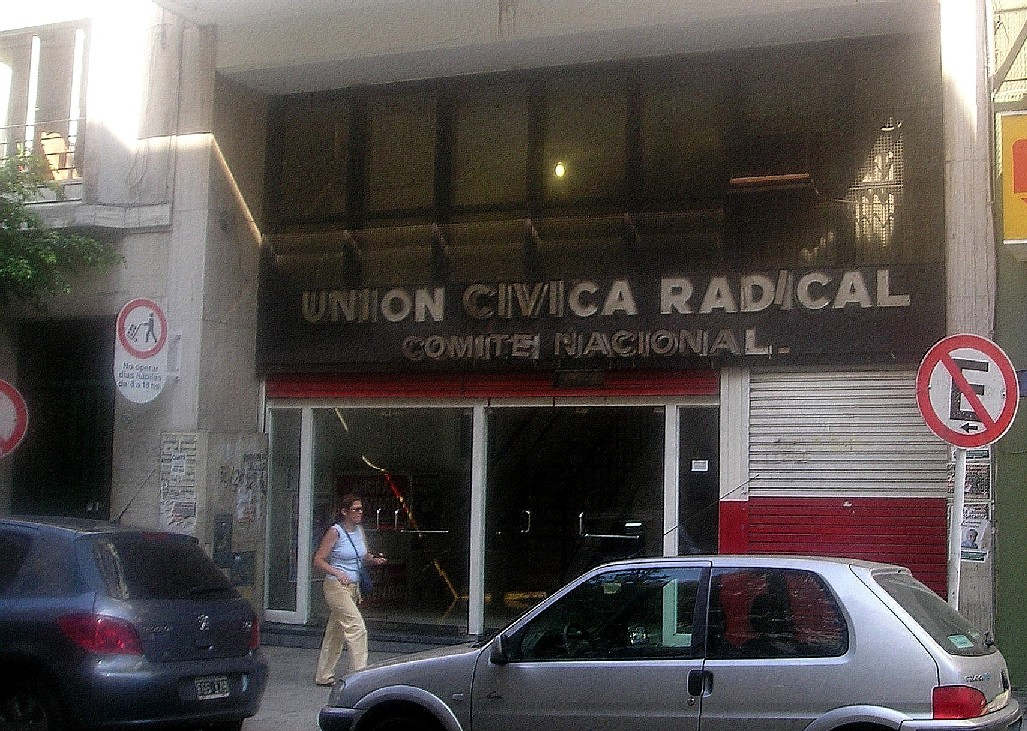
Comitato nazionale dell'UCR a Buenos Aires.

L'UCR è guidato da un Comitato nazionale; il suo presidente è il leader de facto del partito. Una convention nazionale riunisce i rappresentanti dei partiti provinciali e le organizzazioni affiliate come Franja Morada e la Juventud Radical, ed è essa stessa rappresentata nel Comitato nazionale.

### Presidenti del Comitato nazionale
- 1891–1896: Leandro N. Alem
- 1896–1897: Bernardo de Irigoyen
- 1897–1930: Hipólito Yrigoyen
- 1930–1942: Marcelo T. de Alvear
- 1942–1946: Gabriel Oddone
- 1946–1948: Eduardo Laurencena
- 1948–1949: Roberto J. Parry

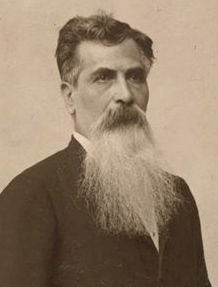
Leandro N. Alem, figura di spicco nella storia fondativa dell'UCR.

- 1949–1954: Santiago H. del Castillo
- 1954–1957: Arturo Frondizi
- 1971–1981: Ricardo Balbín
- 1981–1983: Carlos Contín
- 1983–1991: Raúl Alfonsín
- 1991–1993: Mario Losada
- 1993–1995: Raúl Alfonsín
- 1995–1997: Rodolfo Terragno
- 1997–1999: Fernando de la Rúa
- 1999–2001: Raúl Alfonsín
- 2001–2005: Ángel Rozas
- 2005–2006: Roberto Iglesias
- 2006–2009: Gerardo Morales
- 2009–2011: Ernesto Sanz
- 2011: Ángel Rozas
- 2011: Ernesto Sanz
- 2011–2013: Mario Barletta
- 2013–2015: Ernesto Sanz
- 2015–2017: Jose Manuel Corral
- 2017–2021: Alfredo Cornejo
- 2021–2023: Gerardo Morales
- dal 2023: Martín Lousteau

## Presidenti della Repubblica
- 1916–1922: Hipólito Yrigoyen

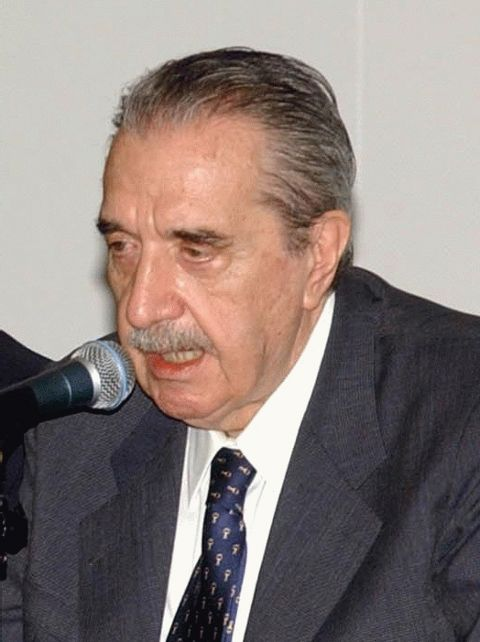
Raúl Alfonsín, primo presidente democraticamente eletto dopo la dittatura militare.

- 1922–1928: Marcelo Torcuato de Alvear
- 1928–1934: Hipólito Yrigoyen
- 1958–1963: Arturo Frondizi
- 1963–1969: Arturo Umberto Illia
- 1983–1989: Raúl Alfonsín
- 1999–2003: Fernando de la Rúa